# 东方主义

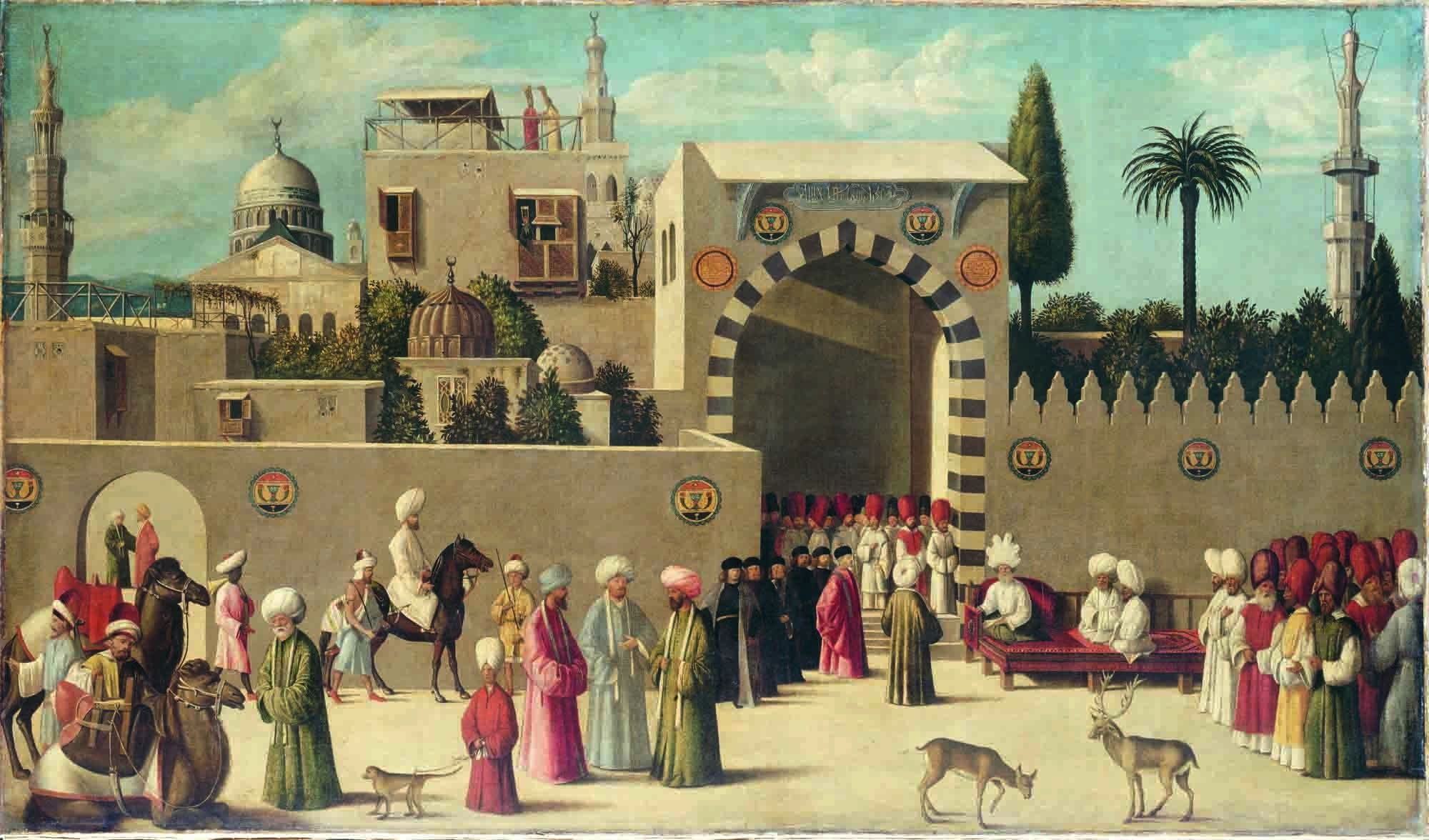
威尼斯佚名藝術家，《大馬士革大使招待會》（1511年），藏於卢浮宫。图中有角的鹿在叙利亚野外从未存在过。

東方主義（英語：Orientalism）是文化理論家薩依德提出的理論，他在1978年出版《東方主義》一書來講述他的思想。而自該書出版後，許多學術論述已開始使用「東方主義」一詞來代指西方世界國家對中東、亞洲和北非社會的普遍高傲態度。在薩依德的分析中，西方世界把這些地區的社會本質化，塑造成為停滯的和不發達的，從而製造了一種可用於研究、描繪和複製的虛假東方文化觀，以服務當時的歐洲王權。東方主義把東方他者化、邊緣化，把東方當成西方的对立面，即東方是“他们”，塑造西方幻想中的東方世界。這被用來突顯西方文化的優越，成就歐洲自己的主體性及文化認同。而這些對東方世界的刻板印象直接或間接地合理化西方的帝國主義及殖民主義，鞏固了西方文化等於優越，東方文化則是低劣的觀念。這讓西方將“東方”文化和人民視為對西方文明的威脅。
東方主義也被廣泛運用在西方的藝術史、文學和文化研究中，19世紀時許多西方的的作家、設計師和藝術家，根據自己的角度來模仿或描繪東方世界的各個方面。特別是所謂的「東方繪畫」最受歡迎，西方藝術家描繪了自己印象中的中東及鄂圖曼帝國。

## 學術研究

### 二十世紀前的東方學
在18和19世紀，「東方學家」一詞指的是專門研究 東方世界語言和文學的學者，這些 學者中有部分是東印度公司的官員。當時學者們認為阿拉伯文化、印度文化和伊斯蘭文化應該與歐洲文化同等地進行研究。這些東方學學者比較著名的是語言學家琼斯，他對印歐語言的研究確立了現代語言學的體系。此外在19世紀和20世紀時期，希伯來文和猶太研究在英國和德國學者中廣受歡迎，包含近東和遠東文化在內的東方學學術領域成為日後亞洲研究和中東研究的領域。语言学家巴合提别克提出，东方学与西方学，最基本的对立是地理因素

### 薩依德的「東方主義」
薩依德在他1978年出版的著作《東方主義》中，重新定義了「東方主義」一詞的意義。他描述了西方傳統學界和藝術界中，對東方世界普遍的偏見和西方人對東方的錯誤闡釋，是18世紀歐洲帝國主義下所塑造出來的文化觀。薩依德的東方主義理論是受到一些學者的影響，比如葛蘭西的「文化霸權」理論，以及傅柯的「話語權理論」。薩依德批評路易斯及阿賈米等當代學者，依舊延續了過去以西方為中心的角度，以局外人的身份去刻板闡釋阿拉伯及伊斯蘭文化。薩依德認為，這種捏造出來的東方文化觀，形成西方對東方的刻板印象和偏見︰東方總是落後、原始和神秘奇詭的，而西方社會則是發達、理性、文明和優越的。
在學界，《東方主義》一書成為後殖民文化研究的基礎文本。東方主義理論也有運用在藝術界中，藝術史學家琳達．諾克林將薩依德的批判分析方法應用於藝術，但她指「結論參差不齊」。其他多數學者認為東方主義繪畫描繪了一個與現實並不相關的神話和幻想。薩依德的東方主義理論很大程度上影響了伊斯蘭世界，據估計，僅在沙特阿拉伯，在2002年時當地或外國學者就撰寫了大約200本書和2000篇文章，來討論東方主義。

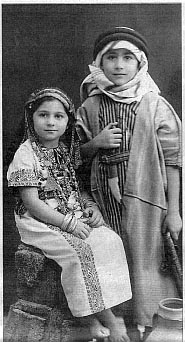
少年時期的萨义德（站立者）與其妹

#### 特徵
20世紀以來，用東方主義形容西方對東方的研究是有負面意思的，大意是指該西方研究者抱著十八、十九世紀的歐洲帝國主義態度來理解東方世界，又或是指外來人對東方文化及人文的舊式及帶有偏見的理解。
东方主义的描述性表达无一例外地将歐亞大陸上地中海以东各国家社会的多种生活进行了对象化、本质化和刻板印象的方式处理。对立化的表现有：
1. 敌视：专注于他者的威胁性和可憎性（如暴君、原教旨主义、恐怖主义等，东方男性成为堕落无耻且被妖魔化的对象）。
2. 异域：关注他者具有吸引力的一面（如後宮、闺房、面纱等，东方女性被描绘成为放荡、順從且颇具异域风情）。

### 蘇聯學界
根據《苏联大百科全书》，東方主義反映了歐美資產階級的殖民世界觀和種族主義，資產階級的東方學說污衊宣稱亞洲人民種族低劣，原始落後 ，因此無法決定自己的命運，借此來合理化殖民主義。東方「只作為歷史的客體出現，而不是作為歷史的主體出現」。

## 藝術史中的東方主義

法國浪漫主義畫家德拉克羅瓦的作品《阿爾及爾的婦女》（1834年），藏於巴黎卢浮宫

藝術史中，“東方主義”一詞指的是西方藝術家在19世紀期時，在西亞旅行中創作以東方為主題的作品。法國藝術評論家卡斯塔尼亞里使用“東方主義者”來形容這些藝術家因此使這詞變得流行。儘管當時社會對這一藝術風格不屑一顧甚至是蔑視，但法國東方畫家協會於1893年成立，傑洛姆擔任名譽會長。 法國東方畫家協會的成立很大程度上改變了當時藝術從業者的意識，因為藝術家可以將自己視為獨特藝術運動的一部分。
作為一種藝術運動，東方繪畫通常被視為19世紀學術藝術的眾多分支之一。不過東方主義藝術自己也有許多不同的風格及流派，藝術史學家傾向於將東方主義藝術家分為兩大類：一種是仔細描繪他們所觀察到的東西的現實主義派畫家，另一種是在沒有離開工作室的情況下想像東方主義場景的畫家。德拉克羅瓦和傑洛姆等法國畫家被廣泛認為是東方主義運動的領軍人物。

### 19世紀以前

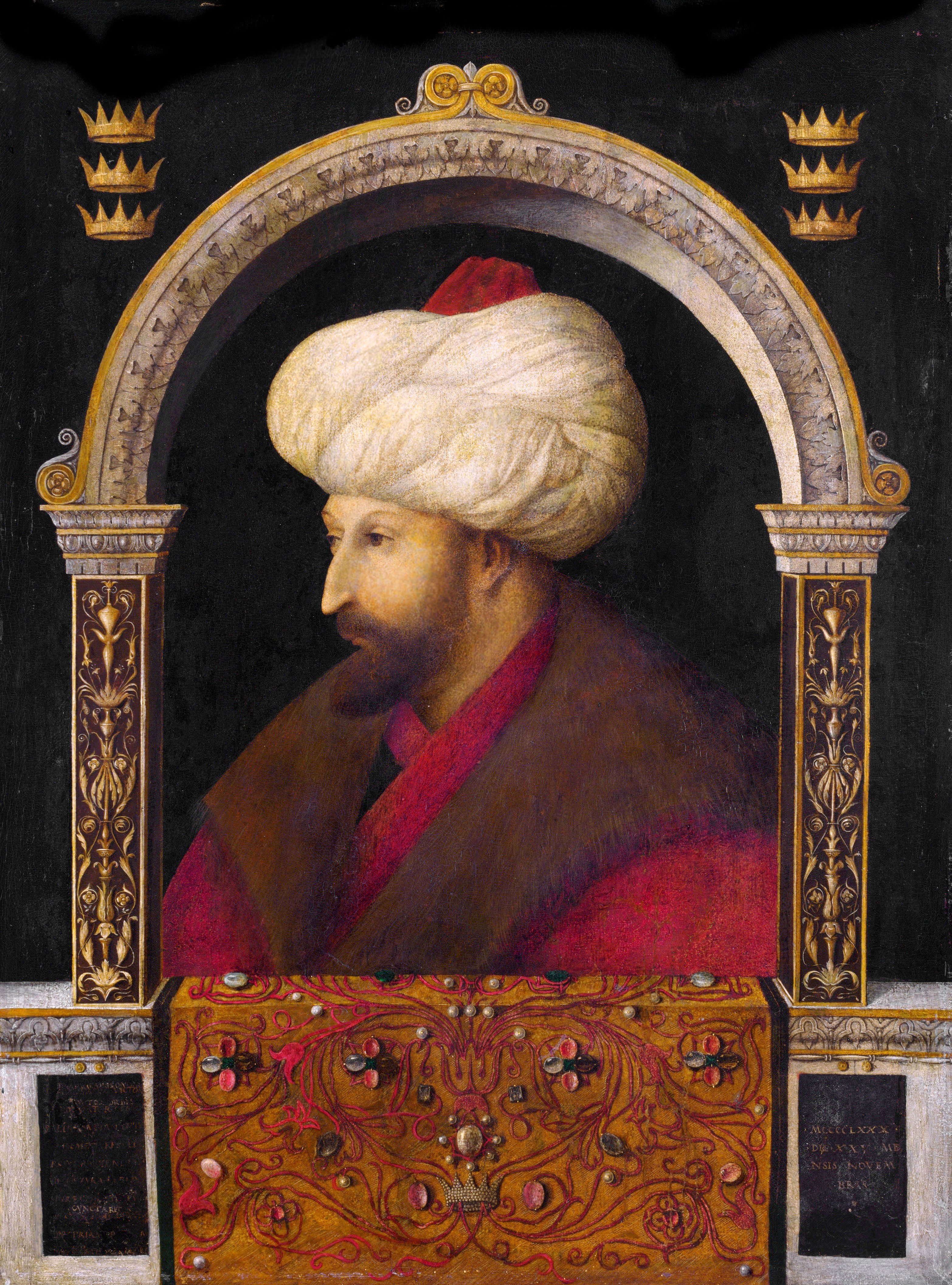
《苏丹II》，被认为是贝利尼于1480年所作

中世纪、文艺复兴和巴洛克时期的艺术中都有对“摩尔人”和“土耳其人”（南欧、北非、西亚穆斯林的不准确称呼）的描绘。早期尼德蘭繪畫的《圣经》场景中，次要人物（特别是罗马人）往往被描绘成穿着异域风情的服装，和真正的近東服饰相去甚远。耶稣诞生场景中的東方三博士是其中的特殊焦点。一般来说，以《圣经》为背景的艺术不会被认为是东方主义的，除非作品中有当代或历史主义的中东细节的明显特征，如贝利尼和其他人的一些绘画，以及一些19世纪的作品。文艺复兴时期的威尼斯绘画和版画特别热衷于描绘奥斯曼帝国。曾到君士坦丁堡为苏丹画像的贝利尼，以及卡帕齐奥，都是其中的知名画家。当时的绘画更加准确，男人通常都穿着白色的衣服。文艺复兴时期绘画中对东方地毯的描绘有时来自东方主义者的兴趣，但更多的时候只是反映了这些昂贵物品在那个时期的地位。
利奧塔參觀了伊斯坦布爾，並繪製了許多奧斯曼帝國境內場景。法國在18世紀對異國情調的東方奢華和缺乏自由的興趣在某種程度上反映了對法國君主專制的明確比喻。

### 法國東方主義
法国东方主义源自17世纪，在《一千零一夜》被译介后，东方学得到了法国人的重视。

## 流行文化中的東方主義

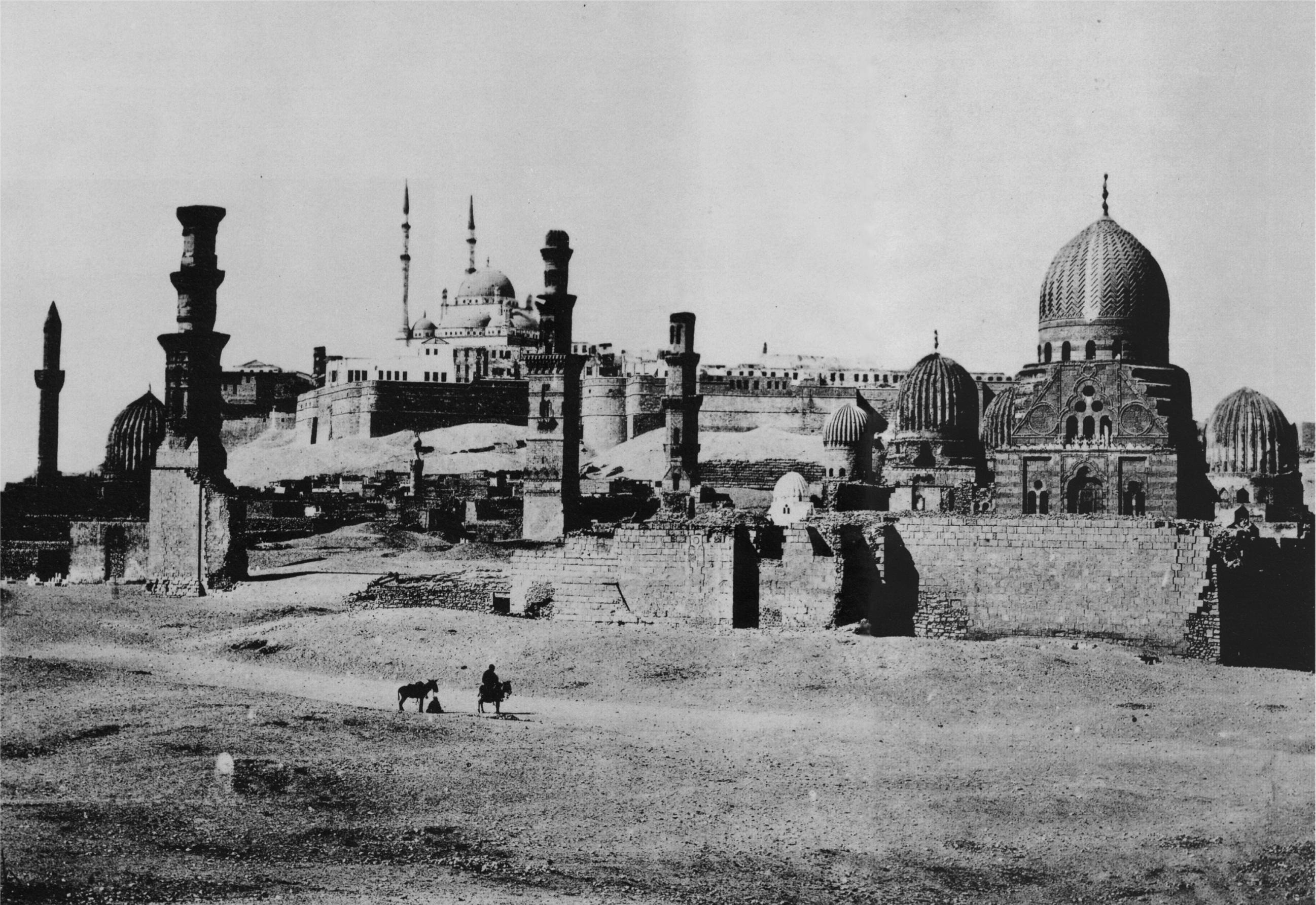
Francis Frith拍攝的開羅（1856年）

### 電影
薩依德認為，一些頗具影響力的影像反映了東方主義的延續，特別是在美国电影中。許多轟動一時的美國大片，比如是印第安納瓊斯系列、木乃伊系列，或迪士尼的《阿拉丁》都展示了西方對東方的刻版幻想。這些電影通常將主要的英雄人物描繪成來自西方世界，而反派則往往來自東方。歷史學家雅各貝利指，電影《八月十五夜的茶屋》展現了東方主義的色彩，他指出這部電影「更多地是在講美國人以及美國人對沖繩的印象，而不是真正的沖繩」。這部電影將沖繩人描述為“快樂但落後”和“去政治化”，無視當時沖繩人對美軍在當地強行徵地的抗議和憤怒。
中佛罗里达大学教授秋田公子指出電影《藝伎回憶錄》（2005年）充滿東方主義色彩。她說︰“電影強化了日本文化和藝伎的刻版觀念，即異國情調、落後、非理性、骯髒、褻瀆、混雜、奇異和神秘。”
《半島電視台》分析在美國大熱的電影《瘋狂亞洲富豪》時，形容這片為「中國文化的熊貓快餐」，認為電影只展現了西方人眼中的中國文化。他批評了電影中的東方主義色彩，指電影中的代表中國傳統的杨爱莉被塑造成「邪惡和落後的」，而代表西方的朱瑞秋則最終勝利，刻劃了「古老而落後的東方被西方賦予新生命」的東方主義印象。
嶺南大學文化研究系學者蘇穎瑤認為，在東方主義的論述下，西方文化對中國女性充滿了刻板形象。比如把中國女性塑造成沒有自主性逆來順受，又把中國的文化形容成腐敗守舊。西方文化把中國女性形象單一化，又把西方文明當成唯一的解放者，有著「拯救中國女性的使命和責任」，借此來滿足西方的帝國主義的心理。

### 文學

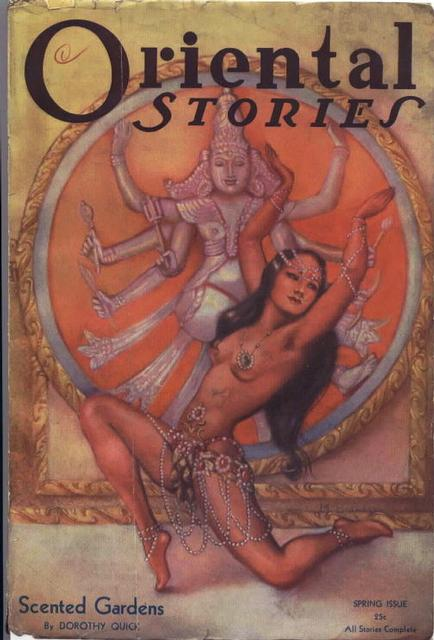
廉价杂志《东方故事》的封面（1932年春）

文学的浪漫主义始于1785年，止于1830前后。“浪漫主义”一词指的是当时作家在作品中反映的思想和文化。在此期间，东方的文化和物品对欧洲产生深远影响。艺术家和欧洲精英们的旅行经历将游记和夸张故事带回了西方，使西方对各种“异域”事物产生了浓厚兴趣。浪漫主义东方主义结合了非洲和亚洲的地理位置、著名的殖民地，以及“本土”性格、民俗和哲学，以独特的欧洲世界观塑造了殖民探险的文学环境。当前对这一运动的分析倾向于认为，这种文学信仰是证明欧洲殖民扩张的正当性的一种模式。
福樓拜的小说《萨朗波》使用古代北非的迦太基这一角色作为古代罗马的衬托。他将其文化描述为道德败坏，充斥着危险诱人的情色。该小说形象深刻影响了后来西方人笔下的古代閃米特人。

### 自我東方主義
在當代，影視流行和觀光等產業領域為了吸引觀眾注意，出現「自我東方主義」現象。

## 外部連結
- The Orientalist Painters （页面存档备份，存于）
- Arab world in art （页面存档备份，存于）
- Arab women in art[]